# Malvasia di Bosa
Malvasia di Bosa è la  denominazione di origine controllata di un vino prodotto in provincia di Oristano.

## Zona di produzione
La zona di produzione delle uve comprende parte delle aree vitate presenti nei comuni di Bosa, Suni, Tinnura, Flussio, Magomadas, Tresnuraghes e Modolo in provincia di Oristano, zona storicamente chiamata Planargia, che si stende tra il comune di Bosa e le foci del Rio Mannu in località Punta Foghe.

## Tecniche di produzione
Le operazioni produttive devono essere effettuate nei comuni su cui ricade la zona di produzione; per gli spumanti si possono attuare nell'intero territorio della regione.
Non si possono utilizzare mosti concentrati, ma solo concentrazione a freddo del mosto; genericamente è permesso attuare un leggero appassimento delle uve sulla pianta o su stuoie, mentre le uve destinate al passito possono anche venire parzialmente disidratate con ventilazione forzata fino a raggiungere un contenuto zuccherino minimo di 272 g/l. 
Sono ammesse solo bottiglie di vetro ed è obbligatoria l'indicazione dell'annata di produzione delle uve. Per la menzione riserva è obbligatorio il tappo in sughero e per gli spumanti solo il tappo a fungo in sughero.

## Disciplinare
La DOC è stata approvata con DPR 21.07.1972 G.U. 255

Successivamente il disciplinare ha subito le seguenti modifiche:
- DM 30.03.2001 G.U. 102
- DM 24.06.2011 G.U. 162
- DM 30.11.2011 pubblicato sul sito ufficiale del Mipaaf

La versione in vigore è stata approvata con DM 07.03.2014 pubblicato sul sito ufficiale del Mipaaf

## Tipologie
È consentita la menzione "vigna" seguita dal relativo toponimo.
Le versioni "base" e "riserva" possono venire prodotte come amabile o dolce
La versione "riserva" deve essere invecchiata almeno 2 anni, di cui almeno uno in botti di legno

### Malvasia di Bosa
|                                | base                              | riserva     | spumante    | passito     |
| uvaggio                        | Malvasia di Sardegna: minimo 95%. |             |             |             |
| titolo alcolometrico minimo    | 15,00% vol.                       | 15,50% vol. | 12,00 vol.  | 16,00% vol. |
| titolo alcolometrico svolto    | 13,00%                            | 9,50% vol.  | 14,00% vol. |             |
| acidità totale minima          | 4,00 g/l.                         | 5,50 g/l.   | 4,00 g/l.   |             |
| estratto secco minimo          | 20,00 g/l                         | 18,00       | 22,00 g/l.  |             |
| resa massima di uva per ettaro | 60 q.                             | 80 q.       | 60 q.       |             |
| resa massima di uva in vino    | 70%                               | 50%         |             |             |